# Синайская Псалтырь

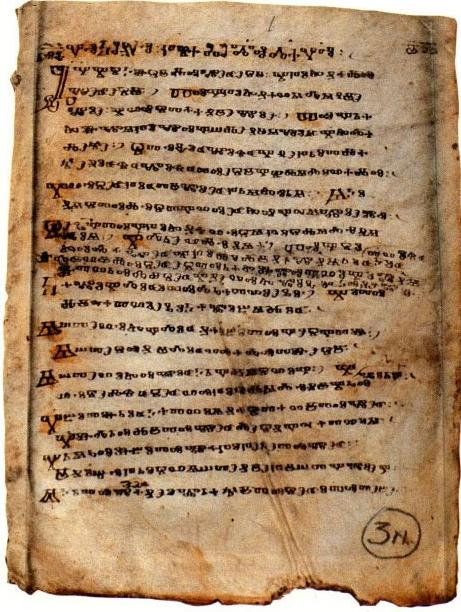

Сина́йская Псалты́рь (лат. Psalterium Sinaiticum) — глаголическая старославянская рукопись. Датируется XI веком, то есть является древнейшим славянским списком Псалтири. Содержит 209 листов пергамена: 177 из них были обнаружены в монастыре Св. Екатерины на горе Синай архимандритом Порфирием (Успенским), там же и хранятся поныне (шифр MS 38); в 1975 году в том же монастыре при ремонте было найдено ещё 32 листа (хранятся под шифром MS 2/N).
Издания: Л. Гейтлера (1883, считается неточным); С. Н. Северьянова (Пг., 1922; транслитерация кириллицей). Факсимильное (отчасти цветное) издание: Moshé Altbauer, Psalterium Sinaiticum, an 11th century glagolitic manuscript from St. Catharine’s monastery, Mt. Sinai, Skopje, 1971. Новонайденные листы фототипически опубликованы в книге: I. C. Tarnanidis, The slavonic manuscripts discovered in 1975 at St. Catharine’s Monastery on Mount Sinai, Thessaloniki, 1988, см. стр. 87—90 и 249—282.
Текст содержит древнейшие морфологические особенности — формы простого аориста. В словаре памятника имеются грецизмы и древнейшие славянские выражения:
- аерьнъ — воздушный
- отокъ — остров
- рѣснота — истина и др.